# Шосе 16 (Альберта)
Шосе провінції Альберта № 16, яку зазвичай називають шосе 16 — головна магістраль зі сходу – захід у центральній Альберті, Канада, що з’єднує Джаспер із Ллойдмінстером через Едмонтон. Утворює частину Єллоухедського шосе, основного міжпровінційного маршруту системи Трансканадського шосе, що тягнеться від Массету, Британська Колумбія, до Портейдж-ла-Прері, Манітоба, поблизу Вінніпегу. Шосе 16 охоплює приблизно 634 км від кордону Альберти з Британською Колумбією на заході до її кордону з Саскачеваном на сході. Станом на 2010 рік, усі, крім менш як 96 км маршруту було розділено як мінімум на дві смуги в кожному напрямку. Призначене основним маршрутом у національній системі автомобільних доріг Канади.

## Опис маршруту

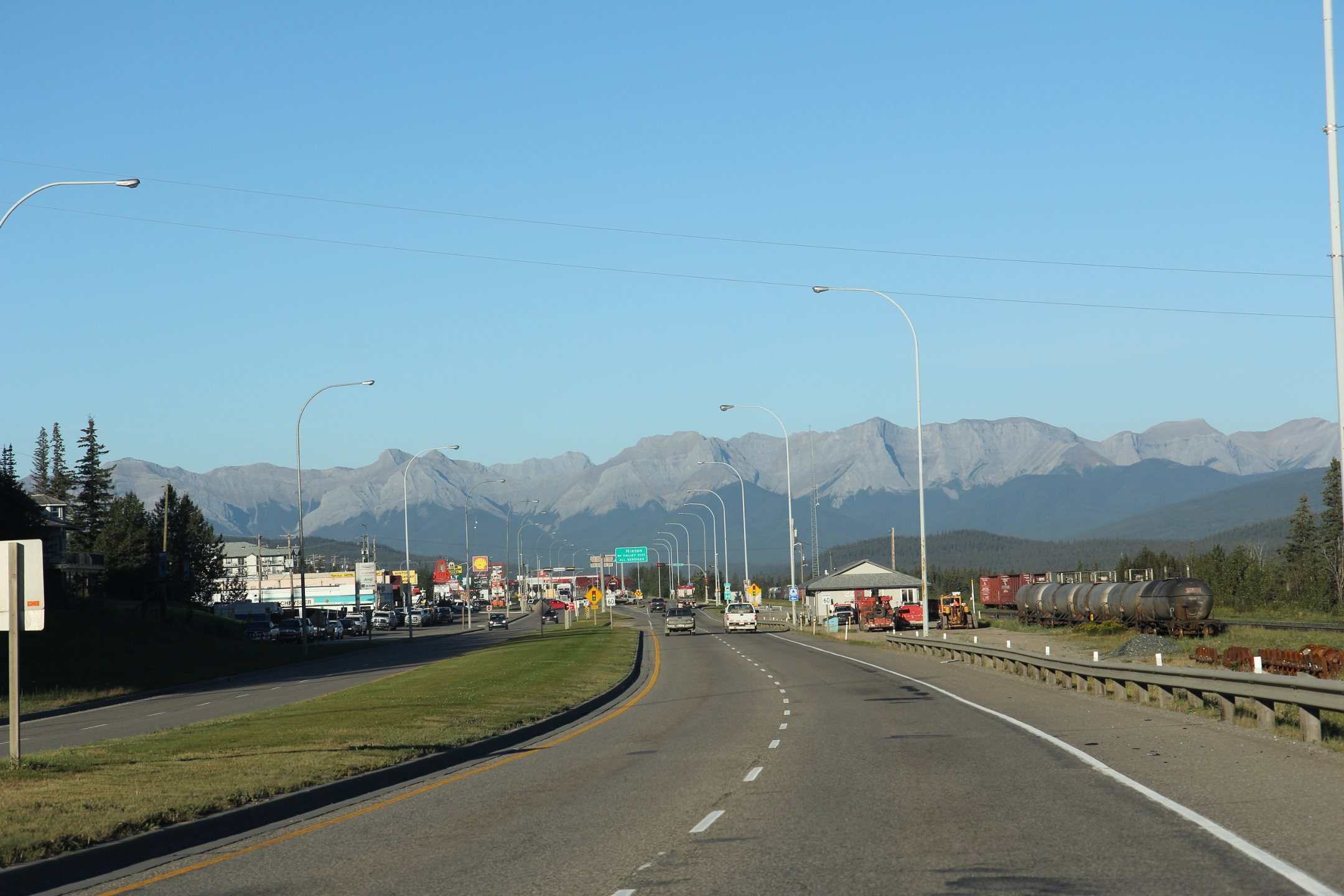
Західне шосе 16 в Хінтоні

Шосе Альберти 16 починає свій початок з шосе 16 Британської Колумбії, коли перетинає Континентальний вододіл і перевал Єлловгед в Альберті, в’їжджаючи до національного парку Джаспер. Далі рухається в східному напрямку через муніципалітет Джаспер, поки не досягне перехрестя з шосе 93 (Icefields Parkway) і західний доступ до Jasper townsite. На схід від шосе 93 шосе повертає на північ, проходить східний під’їзд до містечка Джаспер і продовжується в північно-східному напрямку вздовж річки Атабаска через район благоустрою № 12. Відрізок шосе 16 через національний парк Джаспер підтримується урядом Канади.